# جي كويري موبايل
جي كويري موبايل (بالإنجليزية: JQuery Mobile)‏ هي إطار عمل للبرمجة بالجافا سكريبت، يقوم باختصار العديد من كتابة النصوص البرمجية التي كان على المبرمج أن يكتبها في السابق. جي كويري برمجية حرة مفتوحة المصدر مرخصة تحت رخصتي إم آي تي وجي بي إل.أو هي مكتبة مصغرة لتسهيل التعقيد الموجود في كتابة الجافاسكربت.

## وصلات خارجية
- جي كويري موبايل على موقع Open Hub (الإنجليزية)
- الموقع الرسمي لجي كويري